# Émeric Bréhier
Pour les articles homonymes, voir Bréhier.
Émeric Bréhier, né le 26 décembre 1971 à Paris est un homme politique français. Premier secrétaire de la fédération de Seine-et-Marne du Parti socialiste de novembre 2005 à novembre 2012, puis membre du Bureau National du PS dès novembre 2008, il est élu député de la dixième circonscription de Seine-et-Marne le 17 juin 2012 avec 60,70 % des voix au second tour face à la candidate UMP Claudine Thomas.

## Formation et carrière professionnelle
Émeric Bréhier est étudiant à l'institut d'études politiques de Grenoble et rédige une thèse en science politique intitulée Les Revues politiques de la gauche non communiste de 1958 à 1986, sous la direction de Pierre Avril.

## Parcours politique
Émeric Bréhier s'engage en politique en 2000 en rejoignant le PS. Il devient secrétaire de la section de Chelles en 2003, Premier secrétaire de la fédération de Seine-et-Marne en 2005, et membre du Bureau National du Parti socialiste en 2008 Il est élu sur la liste de Jean-Paul Planchou pour la mairie de Chelles en mars 2008 où il prend la responsabilité de l’administration générale, de la communication, des activités culturelles et des nouvelles technologies. Il démissionne de son poste d'adjoint en novembre 2012 pour ne demeurer que conseiller délégué. Il est par ailleurs conseiller communautaire de la Communauté d'Agglomération Marne et Chantereine.

### Candidat aux législatives
Candidat aux élections législatives 2007 dans la 7e circonscription de Seine-et-Marne, Émeric Bréhier se qualifie pour le second tour, où il est battu par le candidat UMP Yves Albarello qui recueille 55,47 % des suffrages exprimés. Il est de nouveau investi par le PS pour se porter candidat aux élections législatives 2012 dans la dixième circonscription de Seine-et-Marne, nouvellement créée lors du redécoupage des circonscriptions de 2010. Il arrive en tête lors du premier tour le 10 juin 2012 avec 42,24 % des voix devant la candidate UMP Claudine Thomas (25,41 %). Émeric Bréhier est élu le 17 juin en totalisant 60,70 % des suffrages exprimés.
Il choisit de ne pas se représenter lors des élections législatives de 2017.
Il est depuis 2017 directeur de l'Observatoire de la vie politique de la Fondation Jean-Jaurès et enseignant à l’Institut d'études politiques de Bordeaux.
En février 2018, il est exclu du PS par la fédération de Seine-et-Marne en raison de son soutien affiché à La République en marche ! avant la dernière élection présidentielle